# معهد المهندسين الكهربائيين

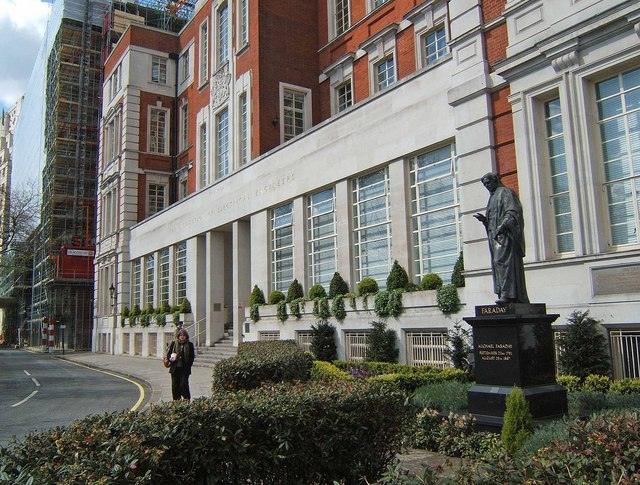

مؤسسة المهندسين الكهربائيين (IEE) هي منظمة مهنية بريطانية مختصة بالإلكترونيات، الكهرباء، الصناعة، وتقنية المعلومات، وبالمنهدسين الإلكترونيين بشكل خاص. تأسست هذه المنظمة في عام 1871 على هيئة جمعية مهندسي تلغراف، ثم تغير اسمها في عام 1880إلى جمعية مهندسي وكهربائيي تلغراف، وتغير اسمها مرة أخرى في عام 1889 ليصبح مؤسسة المهندسين الكهربائيين. في عام 2006 اندمجت هذه المؤسسة مع مؤسسة المهندسين المتحدين (IIE) لتشكيل مؤسسة الهندسة والكنولوجيا (IET).
كان مؤسسة المهندسين الكهربائيين أكبر مؤسسة جمعية للهندسة في أوروبا حيث وصل عدد أعضائها حول العالم إلى حوالي 120.000.

## الاندماج مع مؤسسة المهندسين المتحدين
بدأت المناقشات عام 2004 بين مؤسسة المهندسين الكهربائيين (IEE) ومؤسسة المهندسين المتحدين(IIE) حول تشكيل مؤسسة جديدة سميت لاحقًا بمؤسسة الهندسة والتكنولوجيا(IET). وبعد تصويت أغلبية الأعضاء بدعم هذا الاندماج، تم تأسيس مؤسسة الهندسة والنكنولوجيا في 31 مارس 2006.

## الرؤساء السابقين
من أبرز رؤساء هذه المؤسسة اللورد كيلفن (1889)، السير جوزيف سوان (1898)، وسيبستيان دي فيرانتي (1910-11).

## وصلات خارجية
- مؤسسة الهندسة والتكنولوجيا
- مجلس اللمملكة المتحدة للهندسة
- المكتبة الرقمية لمؤسسة الهندسة والتكنولوجيا
- صفحة مؤسسة الهندسة والتكنولوجيا للنشر